# Südtiroler Platz

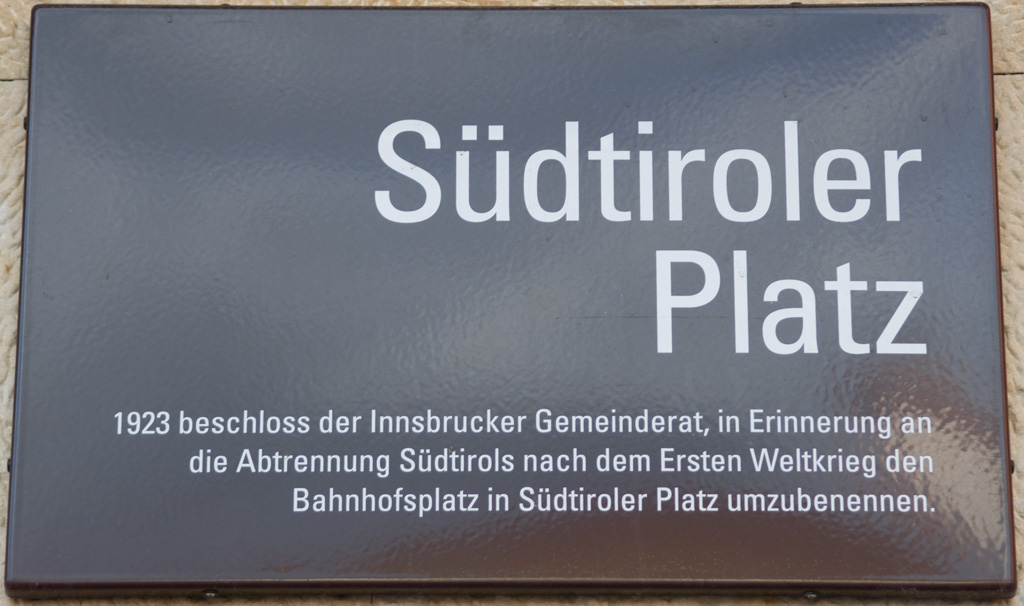
Schild des Südtiroler Platzes in Innsbruck

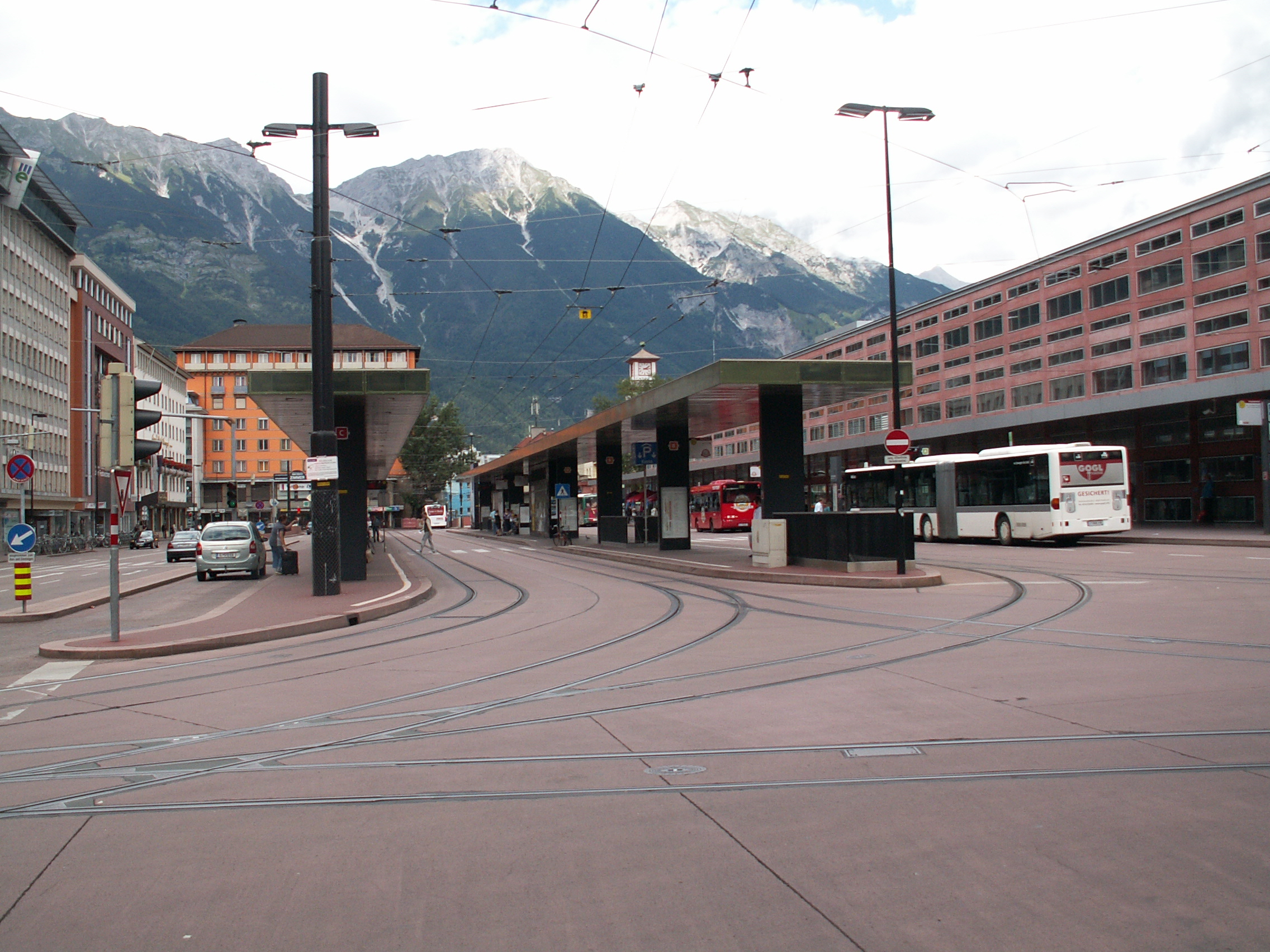
Der Südtiroler Platz in Innsbruck

Südtiroler Platz ist ein mehrmals verwendeter Platzname in Österreich und Bayern, der an Südtirol erinnert.
Da Italien, das eigentlich mit dem Deutschen Reich und Österreich-Ungarn ein Defensivbündnis hatte, 1915 im geheimen Londoner Vertrag für den Kriegseintritt an der Seite der Entente der südlich des Brenners liegende Teil Tirols zugesichert wurde, wurde ab 3. November 1918 (Waffenstillstand von Villa Giusti) nicht nur der italienische Teil des südlichen Tirol, das Trentino, sondern auch Deutsch-Südtirol von Italien besetzt. Der in Österreich und Deutschland als Diktat empfundene Vertrag von Saint-Germain bestätigte dies 1919 gegen den Willen der deutschsprachigen Südtiroler. Als Solidaritätsbekundung wurden daraufhin in Österreich und Deutschland Plätze nach Südtirol benannt, aber auch Straßen oder ganze Siedlungen nach Südtiroler Orten. 
Folgende Städte und Orte haben Südtiroler Plätze:
- in Österreich: Anger, Bad Radkersburg, Bregenz, Graz, Hard, Innsbruck, Jenbach, Judenburg, Krems an der Donau, Kufstein, Lienz, Mautern an der Donau, Mistelbach an der Zaya, Salzburg, Spittal an der Drau, Waidhofen an der Ybbs, Weiz, Wien, Wiener Neustadt
- in Bayern: Bad Reichenhall, Nürnberg, Rosenheim.

Auffallend oft erhielten dabei Vorplätze größerer Bahnhöfe den Namen, dies ist in Innsbruck, in Kufstein, in Rosenheim, in Salzburg, in Spittal an der Drau und in Wien der Fall.

## Südtiroler Straße und Südtiroler Weg
In Augsburg, Dresden, Linz und München existiert darüber hinaus je eine Südtiroler Straße, in Kirchentellinsfurt, Traunstein und Weidling je ein Südtiroler Weg. 